# Kenneth Silverman
Kenneth Silverman (Manhattan, 5 de febrero de 1936-íd, 7 de julio de 2017) fue un biógrafo, profesor emérito de la Universidad de Nueva York, ganador del premio Pulitzer, conocido especialmente por sus biografías de Cotton Mather, Edgar Allan Poe y Harry Houdini.